# Elodes setosa
Elodes setosa es una especie de coleóptero de la familia Scirtidae. Campamento

## Distribución geográfica
Habita en Alemania.